# Vuelta a La Rioja 2012
La Vuelta a La Rioja 2012, cinquantaduesima edizione della corsa e valida come evento del circuito UCI Europe Tour 2012 categoria 1.1, si tenne il 22 aprile 2012 su un percorso di 190,9 km. Fu vinta dal russo Evgenij Šalunov, giunto al traguardo con il tempo di 4h48'41" alla media di 39,67 km/h.
All'arrivo 91 i ciclisti completarono il percorso.

## Squadre e corridori partecipanti
| N.      | Cod. | Squadra                   |
| ------- | ---- | ------------------------- |
| 1-8     | MOV  | Movistar Team             |
| 11-18   | EUS  | Euskaltel-Euskadi         |
| 21-28   | ACG  | Andalucía                 |
| 31-38   | CJR  | Caja Rural                |
| 41-48   | BUR  | Burgos BH-Castilla y Leon |
| 51-58   | ORB  | Orbea Continental         |
| 61-68   | EPM  | EPM-UNE                   |
| 71-78   | BNT  | Team Bonitas              |
| 81-88   | LOK  | Lokosphinx                |
| 91-96   | JSH  | Jamis-Sutter Home         |
| 101-108 | TKT  | Gios Deyser-Leon Kastro   |

## Ordine d'arrivo (Top 10)
| Pos. | Corridore            | Squadra       | Tempo    |
| ---- | -------------------- | ------------- | -------- |
| 1    | Evgenij Šalunov      | Lokosphinx    | 4h48'41" |
| 2    | Pablo Urtasun        | Euskaltel     | a 28"    |
| 3    | Michail Antonov      | Lokosphinx    | s.t.     |
| 4    | Giovanny Báez        | EPM-UNE       | a 30"    |
| 5    | Aitor Galdós         | Caja Rural    | a 54"    |
| 6    | Enrique Sanz         | Movistar Team | s.t.     |
| 7    | Mikel Landa          | Euskaltel     | s.t.     |
| 8    | José Vicente Toribio | Andalucía     | s.t.     |
| 9    | Garikoitz Bravo      | Caja Rural    | s.t.     |
| 10   | Iván Velasco         | Euskaltel     | s.t.     |